# Deer Trail
Deer Trail ist eine Statutory Town im Arapahoe County des US-Bundesstaats Colorado.
Sie liegt an der Interstate 70, etwa 89 Kilometer östlich von Denver.
Das U.S. Census Bureau hat bei der Volkszählung 2020 eine Einwohnerzahl von 1068 ermittelt.
Die Stadt geht zurück auf einen Haltepunkt der Kansas Pacific Railway; er war ein Umschlagpunkt für Vieh und Lebensmittel. Die Great Depression und eine Überschwemmung 1965 trafen die Stadt schwer. Internationale Schlagzeilen machte der Ort 2013 mit dem Vorschlag, Überwachungsdrohnen abzuschießen.
Der Schulbezirk umfasst je eine Grundschule, Mittelschule und High School.
Das durchschnittliche Haushaltseinkommen lag im Jahr 2010 bei 30.481 US-Dollar.